# Argual
Argual es un barrio perteneciente al municipio palmero de Los Llanos de Aridane, en las Canarias. En 2020 contaba con 2678 habitantes.

## Situación
Se encuentra situado al norte del núcleo municipal, limitando al norte con Tazacorte. El barranco de las Angustias, que desagua a la Caldera de Taburiente es el límite municipal. La economía del barrio es eminentemente rural, siendo el cultivo del plátano el principal. La industria turística se encuentra escasamente desarrollada habiendo pocos edificios de apartamentos y un solo museo.

## Tradiciones
Entre las principales celebraciones del barrio destacan las fiestas patronales en honor a San Pedro Apóstol a finales de junio y principios de julio y las del Santísimo Cristo de Argual o Cristo de la Expiración cada 14 de septiembre, con procesión también cada Jueves y Viernes Santos.
En este barrio existía una tradición muy peculiar llamada Riego del Calabazo. Aprovechando que pasaba una acequia por las plantaciones de plataneras, los agricultores podían "tomar" el agua de la acequia y elevarla hasta sus fincas gracias a un instrumento llamado Calabazo.
A pesar de que esta tradición ya no se realiza, se trata de conservar con diversos eventos promocionados por el Ayuntamiento y vecinos interesados.

## Monumentos
- Ermita de San Pedro Apóstol, construida a principios del siglo XVII.[4]